# Eleição municipal de Indaiatuba em 2012
A eleição municipal de Indaiatuba em 2012 ocorreu no dia 7 de Outubro para eleger um prefeito, um vice-prefeito e 12 vereadores no município de Indaiatuba, no Estado de São Paulo, Brasil. O candidato à prefeitura Reinaldo Nogueira, do PMDB, foi reeleito no primeiro turno com 65,10%  dos votos válidos, tendo como vice, Dr. Pinheiro. Além de Reinaldo Nogueira, disputaram o cargo Trinca (PSD), Alexandre Peres (PT), Prof. Jean Zefeino (PSOL) e Oscar Rodrigues (PSL).
Havia 194 candidatos aos cargos de vereador. Dentre os 12 candidatos eleitos, o mais bem votado foi Bruno Ganem, com 6 202 votos (5,86% dos votos válidos).

## Antecedentes
Nas eleições de 2012, Reinaldo Nogueira foi reeleito como prefeito da cidade de Indaiatuba, com apenas 24 anos de idade, em 1992. Além disso, foi prefeito na cidade por dois mandatos consecutivos (1997-2000 e 2001-2004) e de 2009 até o momento, já que foi reeleito nessas eleições.
Até mais da metade do seu terceiro mandado como prefeito, Reinaldo Nogueira era filiado ao Partido Democratico Trabalhista (PDT), porém no final do ano de 2011, anunciou uma troca de partido, se tornando oficialmente aliado do PMDB.

## Eleitorado
Nas eleições para prefeito, 103 384 (87,41%) foram votos válidos. Dos outros 118 277 votos apurados, houve 5897 brancos (4,99%), 8996 nulos (7,6%) e 22 184 abstenções (15,79%).
| Votos válidos    | Votos em branco | Votos nulos  | Total de votos | Abstenções      | Total de eleitores |
| ---------------- | --------------- | ------------ | -------------- | --------------- | ------------------ |
| 103.384 (87,41%) | 5.897 (4,99%)   | 8.996 (7,6%) | 118.277 (100%) | 22.184 (15,79%) | 140.461            |

Já nas eleições para vereador o número de votos válidos foi maior, 105.872 (89,51%). Junto com isso, 7.037 foram votos brancos (5,95%), 5.368 nulos (4,54%) e 22.184 de abstenções(15,79%).
| Votos válidos    | Votos em branco | Votos nulos   | Total de votos | Abstenções      | Total de eleitores |
| ---------------- | --------------- | ------------- | -------------- | --------------- | ------------------ |
| 105.872 (89,51%) | 7.037 (5,95%)   | 5.368 (4,54%) | 118.277 (100%) | 22.184 (15,79%) | 140.461            |

## Candidatos a Prefeito
Cinco candidatos concorreram à prefeitura em 2012: Reinaldo Nogueira (PMDB), Trinca (PSD), Alexandre Peres (PT), Prof. Jean Zefeino (PSOL) e Oscar Rodrigues (PSL).
| Candidato(a)        | Vice                     | Partido | Número | Coligação                                                                         | Número de votos recebidos |
| ------------------- | ------------------------ | ------- | ------ | --------------------------------------------------------------------------------- | ------------------------- |
| Reinaldo Nogueira   | Dr. Pinheiro             | PMDB    | 15     | "FAZ MAIS POR INDAIATUBA" (PRB/PP/PTB/PMDB/PTN/PR/PPS/DEM/PTC/PSB/PRP/PSDB/PCdoB) | 67.301 (65,10%)           |
| Trinca              | Janete                   | PSD     | 55     | "INDAIATUBA PARA TODOS" (PSDC/PV/PSD/PTdoB)                                       | 18.002 (17,41%)           |
| Alexandre Peres     | Du Tonin                 | PT      | 13     | "INDAIATUBA PODE MAIS" (PDT/PT/PSC)                                               | 16.722 (16,17%)           |
| Prof. Jean Zeferino | Prof. Marcelo            | PSOL    | 50     | (PSOL)                                                                            | 942 (0,91%)               |
| Oscar Rodrigues     | Prof. Alexandre da Saúde | PSL     | 17     | (PSL)                                                                             | 417 (0,40%)               |

## Candidatos a vereador
Nas eleições de 2012, foram eleitos 12 vereadores e houve 194 candidatos aos cargos na cidade de Indaiatuba.
| Candidato(a)                | Partido | Número | Número de votos recebidos |
| --------------------------- | ------- | ------ | ------------------------- |
| Bruno Ganem                 | PV      | 43.100 | 6.202 (5,86%)             |
| Gervasio da Gaa's           | PP      | 11.800 | 4.998 (4,726%)            |
| Helio Ribeiro               | PSB     | 40.123 | 4.255 (4,02%)             |
| Dr. Chiaparine              | PMDB    | 15.678 | 4.010 (3,79%)             |
| Mauricio Baroni             | PMDB    | 15123  | 3.306 (3,12%)             |
| Cebolinha                   | PMDB    | 15622  | 3.113 (2,94%)             |
| Dr. Tulio                   | PMDB    | 15222  | 3.064 (2,89%)             |
| Linho                       | PT      | 13650  | 2.812 (2,66%)             |
| Cesar da Cidade do Sol      | PMDB    | 15700  | 2.510 (2,37%)             |
| Fabio Conte                 | PSB     | 40800  | 2.400 (2,27%)             |
| Adalto do Restaurante       | PP      | 11233  | 2.121 (2,00%)             |
| Dr. Helton                  | PP      | 11234  | 2.091 (1,98%)             |
| Tarciso Viegas              | PP      | 11400  | 2.041 (1,93%)             |
| Toco da Croissant           | PTB     | 14014  | 1.965 (1,86%)             |
| Massao Kanesaki             | DEM     | 25000  | 1.920 (1,81%)             |
| Derci de Lima               | PT      | 13677  | 1.870 (1,77%)             |
| Janio Ribeiro               | PT      | 13013  | 1.731 (1,63%)             |
| Osmar Bastos                | PMDB    | 15000  | 1.550 (1,46%)             |
| Índio da 12 (procon)        | PTB     | 14012  | 1.521 (1,44%)             |
| Prof. Luiz Carlos           | PMDB    | 15015  | 1.492 (1,41%)             |
| Celsinho Rocha              | PSD     | 23123  | 1.392 (1,31%)             |
| Januba da Banca             | DEM     | 255100 | 1.384 (1,31%)             |
| Pastor Décio                | PRB     | 10123  | 1.333 (1,26%)             |
| Figura                      | PP      | 11333  | 1.299 (1,23%)             |
| Nelsinho do Ferro Velho     | DEM     | 25692  | 1.209 (1,14%)             |
| Dra. Vera Spadella          | PMDB    | 15137  | 1.141 (1,08%)             |
| Daniela Pellizzari          | PT      | 13123  | 1.070 (1,01%)             |
| Enfermeira Silene Carvalini | PMDB    | 15151  | 1.051 (0,99%)             |
| Vivaldo                     | PMDB    | 15620  | 1.002 (0,95%)             |
| Cristiano Santos            | PTB     | 14633  | 953 (0,90%)               |
| Carlos Tuto                 | PSD     | 23456  | 898 (0,85%)               |
| Jacira Dutra                | PT      | 13330  | 840 (0,79%)               |
| Steininger                  | PTB     | 14007  | 828 (0,78%)               |
| Engenheira Luci             | PMDB    | 15500  | 804 (0,76%)               |
| João Dante                  | PT      | 13234  | 764 (0,72%)               |
| Valdir do Esporte           | PTB     | 14333  | 761 (0,72%)               |
| Francisco Mandelo           | PMDB    | 15800  | 721 (0,68%)               |
| Sabrina Souza               | PDT     | 12012  | 682 (0,64%)               |
| Sacha Ueda                  | PDT     | 12345  | 626 (0,59%)               |
| Rogério do Gás              | PP      | 11123  | 624 (0,59%)               |